# Freedom (album Santany)
Freedom – czternasty album studyjny zespołu Santana wydany w 1987 roku.

## Lista utworów
Opracowano na podstawie materiału źródłowego.
1. „Veracruz” (Cohen, Miles, Rolie, Santana) – 4:23
2. „She Can’t Let Go” (Cohen Coster, Johnson, Lerios) – 4:45
3. „Once It’s Gotcha” (Cohen, Coster, Johnson) – 5:42
4. „Love Is You” (Santana, Thompson) – 3:54
5. „Song of Freedom” (Coster, Miles, Santana) – 4:28
6. „Deeper, Dig Deeper” (Crew, Miles, Santana, Thompson) – 4:18
7. „Praise” (Crew, Miles, Santana, Thompson) – 4:36
8. „Mandela” (Peraza) – 5:31
9. „Before We Go” (Capaldi, Santana) – 3:54
10. „Victim of Circumstance” (Crew, Miles, Rashid, Santana) – 5:21

## Twórcy
Opracowano na podstawie materiału źródłowego.
- Carlos Santana – gitara, wokal
- Tom Coster – keyboard
- Chester D. Thompson – keyboard
- Gregg Rolie – syntezator, keyboard
- Alphonso Johnson – bas
- Graham Lear – perkusja
- Armando Pereza – perkusja, konga
- Orestes Vilato – perkusja, timbales
- Raul Rekow – perkusja, konga, wokal
- Buddy Miles – wokal

## Listy sprzedaży
| Lista         | Kraj              | Pozycja |
| ------------- | ----------------- | ------- |
| Billboard 200 | Stany Zjednoczone | 95      |
| ARIA Charts   | Australia         | 83      |